# Alfa Romeo Scighera
El Alfa Romeo Scighera (también llamado Italdesign Scighera, pronunciado Shigeera) es un prototipo de automóvil diseñado y construido por Italdesign Giugiaro en Turín, Italia en 1997. El nombre Scighera, proviene de un vocablo del dialecto milanés que significa niebla. El color del coche, gris irisado, cambia de tonalidad en función de la iluminación reinante. Una originalidad más única en la época para un diseño plagado de detalles.
Este coche fue presentado en el salón de Turín junto a una maqueta a escala natural de lo que hubiera sido la versión de competición. Ideado inicialmente para ser construido en una serie limitada, finalmente no pasó a producción, por lo que nunca llegó a fabricarse y quedó como prototipo.

## Motorización
La motorización final fue un V6 biturbo de 2959 cm³ (3 L; 180,6 plg³) con un diámetro x carrera de 93 x 72,6 mm (3,66 x 2,86 pulgadas), que desarrollaba 400 CV (395 HP; 294 kW) a las 7500 rpm. Tenía una velocidad máxima estimada de 186 mph (299 km/h) y su tracción integral permanente con embrague electrónico le daba un manejo vigoroso. El sistema de cuatro ruedas motrices se deriva del Alfa Romeo 155.

## Diseño
El concepto de diseño tiene su origen en el éxito que supuso para Italdesign el BMW Nazca C2. Tras ello, Giugiaro quiso aprovechar la experiencia adquirida en cuanto a características y prestaciones de aquel modelo, creando un chasis completamente nuevo e incorporando un motor muy potente. Utilizando elementos mecánicos de Alfa Romeo para su construcción, en concreto se basa principalmente en el Alfa Romeo 155 y 164; y con la motivación de crear un vehículo que reviviera la gloria y reputación de Alfa Romeo en las carreras, un homenaje a los míticos deportivos de la firma milanesa que triunfaron en las pistas durante las décadas de los 60 y 70. El resultado fue un coupé monocuerpo, biplaza y muy compacto, con carrocería de aluminio y dotado de un chasis en el que se emplearon materiales muy ligeros, unas aleaciones de aluminio en las partes rígidas y fibra de carbono.

### Exterior

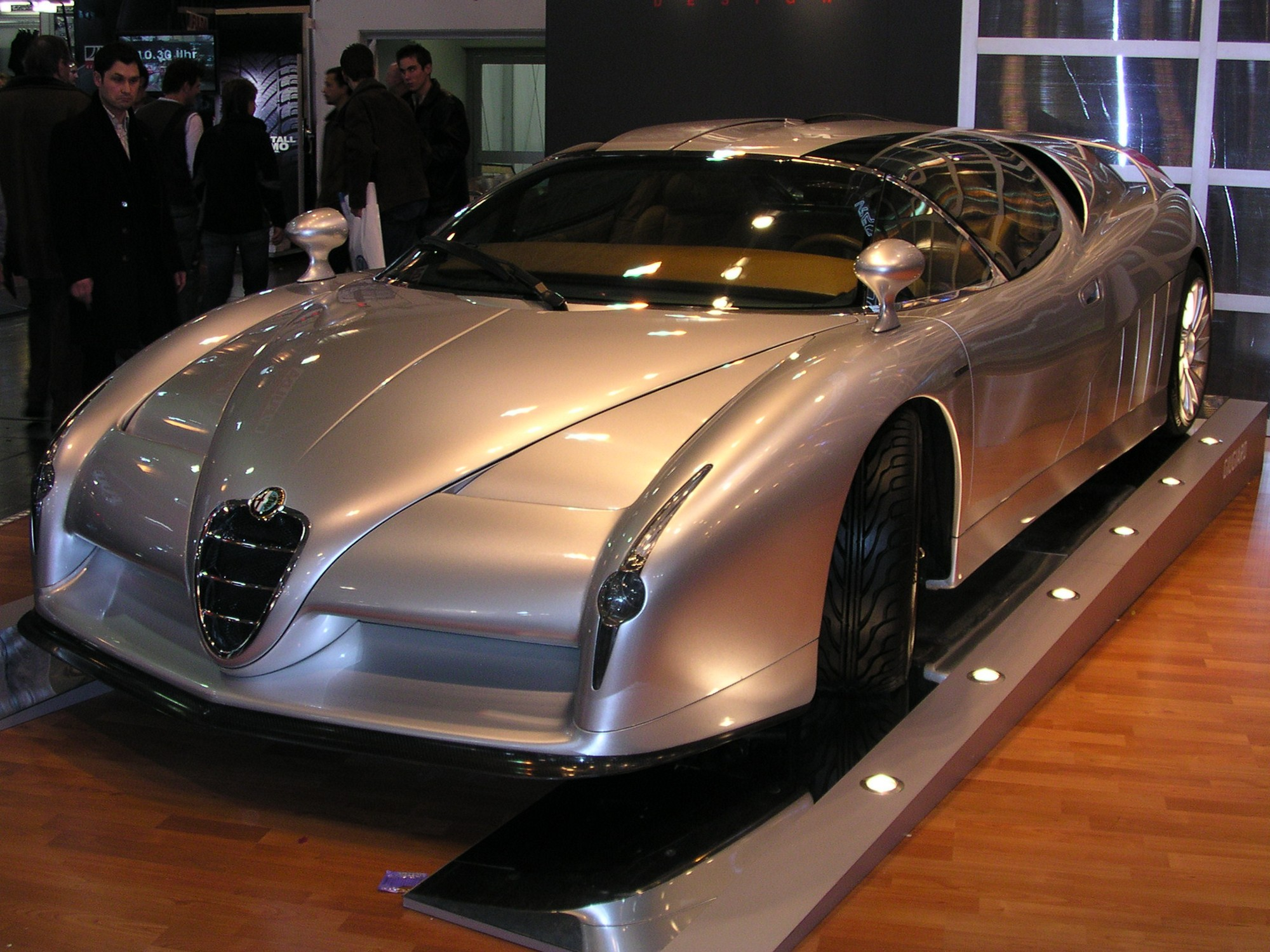
En el Salón del automóvil de Essen de 2004

En la parte delantera, el cofre de forma triangular nace directamente de la parrilla frontal, la cual es estrecha y continúa en los laterales con un spoiler, como el alerón frontal de un Fórmula 1. Un componente aerodinámico pensado para canalizar aire y ejercer presión sobre el tren de rodaje delantero. En la parrilla no hay rejilla ni radiador, ya que el motor va colocado en posición central, justo detrás del habitáculo. El cofre abate hacia atrás para dar acceso al compartimento del equipaje. En el perfil de las aletas sobre las ruedas van colocados los faros con una forma alargada longitudinalmente denominada «ojos de payaso».
El parabrisas está inspirado en los coches de las décadas 50 y 60. Forma una unidad todo de cristal junto con las ventanillas de las puertas. Las puertas constan de dos partes: la inferior que abre en el sentido tradicional hacia adelante y la superior que abre hacia arriba tipo ala de gaviota. Además, esta parte superior de las puertas es desmontable, lo que permite convertir el coche tipo coupé en un tipo targa.
El cofre trasero y el spoiler están construidos en una sola pieza. El cofre abate hacia atrás en dos etapas, la primera de apenas unos centímetros para permitir el acceso a la boca del tanque de combustible y otra hasta alcanzar la verticalidad para descubrir el motor. La parte superior de esta pieza es transparente para mostrar la mecánica que anima al coche. Destaca el gran alerón trasero, que se eleva automáticamente al superar los 140 km/h (87 mph) para ofrecer apoyo aerodinámico al tren posterior, integra en su arista una banda luminosa que refuerza las luces de freno. En su lateral está decorado con el escudo de Alfa Romeo en rojo que destaca sobre el gris del resto del coche.

### Interior
En el elegante interior está cuidado cada detalle, con asientos y guarnecidos de cuero cosido a mano.

## En la cultura popular
Apareció en el videojuego de carreras Need for Speed III: Hot Pursuit.